# Mustapha Farès
Mustapha Faress, né en 1947 à Casablanca, est un juriste marocain.
Il a été nommé le 23 février 2010, premier président près de la Cour suprême par le roi Mohammed VI. Licencié en droit, il a intégré le corps de la magistrature en février 1973. Après avoir exercé en tant que magistrat à Labrouj, Marrakech et Khouribga, il a été nommé président de chambre à la Cour d'appel de Rabat, procureur du roi près du tribunal de première instance de Aïn Sebaâ - Hay Mohammadi, puis procureur du roi près de la cour d'appel de commerce de Casablanca. En juillet 2006, il a été nommé président de l'Amicale Hassania des magistrats.

## Affaire CIH
Il a été juge dans l'affaire de la banque Crédit immobilier et hôtelier (CIH).

## Décorations
- Plusieurs fois décoré pour son travail remarquable, dont:
- Ouissam Al Arch de l'ordre de chevalier par le roi Mohammed VI.
- Commandeur de l'Ordre de Leopold par la princesse Astrid de Belgique[1],[2].